# 風の旅団
風の旅団（かぜのりょだん）は、1980年代に活動したテント劇団曲馬館から派生したテント劇団。桜井大造をリーダーとして、京都大学西部講堂のほか、博多、広島など毎年日本全国を巡業していた。
テーマとして、朝鮮、山谷寄せ場など政治的な問題を扱い、また、それらの運動とのかかわりも深かった。1989年の東京大学駒場寮公演で学生5名の逮捕者を出す刑事事件となったことをはじめ、多くの刑事事件に関わっていることに関して、関係者は「テーマとして、朝鮮、山谷寄せ場など政治的な問題を扱っていたため、国家権力からの弾圧も受けている」と考えている。
主な役者は桜井大造、香乃カノ子、大谷蛮天門、水野慶子、呉一郎、水畑功、いむたこうし、小間慶大、根岸良一など。
劇中音楽を担当したオルケスタ・デル・ビエントには篠田昌巳、大熊亘などのミュージシャンが結集していた。
1989年の第15回参議院議員通常選挙にあたり、東郷健の雑民党より、桜井大造は千葉県選挙区に、根岸良一と大谷蛮天門(繁治正信の本名で)は東京都選挙区からそれぞれ立候補したが、いずれも落選している。
1994年より野戦の月、独火星へと発展している。
| スタブアイコン | サブスタブ | この項目は、まだ閲覧者の調べものの参照としては役立たない、舞台芸術に関連した書きかけの項目です。この項目を加筆・訂正などしてくださる協力者を求めています（P:舞台芸術）。 |